# Mark Rycroft
Mark A. Rycroft (* 12. Juli 1978 in Penticton, British Columbia) ist ein ehemaliger kanadischer Eishockeyspieler, der im Verlaufs einer aktiven Karriere zwischen 1995 und 2008 unter anderem 229 Spiele für die St. Louis Blues und Colorado Avalanche in der National Hockey League (NHL) auf der Position des rechten Flügelstürmers bestritten hat. Darüber hinaus absolvierte Rycroft über 270 weitere Partien in der American Hockey League (AHL).

## Karriere

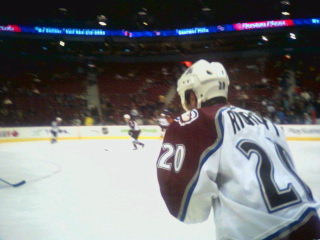
Rycroft im Trikot der Colorado Avalanche (2006)

Mark Rycroft begann seine Karriere als Eishockeyspieler bei den Nanaimo Clippers, für die er von 1995 bis 1997 in der British Columbia Hockey League (BCHL) aktiv war. Anschließend spielte der Angreifer parallel zu seinem Studium drei Jahre lang für die Mannschaft der University of Denver, bevor er am 15. Mai 2000 als Free Agent einen Vertrag bei den St. Louis Blues aus der National Hockey League (NHL) erhielt. In seinen ersten drei Spielzeiten im Franchise der Blues absolvierte er nur neun Spiele für St. Louis in der NHL und verbrachte die gesamte restliche Zeit in der American Hockey League (AHL) bei deren Farmteam, den Worcester IceCats. 
In der Saison 2003/04 gelang Rycroft der Durchbruch in der NHL. In seiner ersten kompletten Spielzeit bei den Blues erzielte er in 74 Spielen neun Tore und gab zwölf Vorlagen. Den Lockout während der NHL-Spielzeit 2004/05 verbrachte er bei den Diables Rouges de Briançon in der französischen Ligue Magnus. Nach Wiederaufnahme des Spielbetriebs kehrte der Rechtsschütze zunächst nach St. Louis zurück, unterschrieb im Sommer 2006 jedoch bei deren Ligarivalen Colorado Avalanche. In der Saison 2007/08 kam er nur in Colorados AHL-Farmteam Lake Erie Monsters zum Einsatz, so dass er Mitte Januar 2008 im Tausch für Darcy Campbell und Philippe Dupuis zu den Columbus Blue Jackets transferiert wurde. 
Nachdem Rycroft bis Saisonende auch in Columbus nur in deren AHL-Farmteam Syracuse Crunch eingesetzt worden war, beschloss er die Saison 2008/09 beim HK Dinamo Minsk aus der neu gegründeten Kontinentalen Hockey-Liga (KHL) zu verbringen. Die Belarussen entließen den Kanadier jedoch noch vor dem ersten Saisonspiel aus seinem Vertrag, woraufhin er im Alter von 30 Jahren seine aktive Laufbahn beendete.

## Erfolge und Auszeichnungen
- 1998 WCHA All-Rookie Team
- 1999 Broadmoor-Trophy-Gewinn mit der University of Denver

## Karrierestatistik
(Legende zur Spielerstatistik: Sp oder GP = absolvierte Spiele; T oder G = erzielte Tore; V oder A = erzielte Assists; Pkt oder Pts = erzielte Scorerpunkte; SM oder PIM = erhaltene Strafminuten; +/− = Plus/Minus-Bilanz; PP = erzielte Überzahltore; SH = erzielte Unterzahltore; GW = erzielte Siegtore; 1 Play-downs/Relegation; Kursiv: Statistik nicht vollständig)